# Маргарита Левијева
Маргарита Левијева (енгл. Margarita Levieva; рус. Маргарита Левиева) руско-америчка је глумица, рођена 9. фебруара 1980. године у Санкт Петербургу (Русија).

## Биографија
Рођена је у Санкт Петербургу (тадашњи Лењинград) где је са три године почела да се бави гиманастиком. Када је имала 11 година са мајком и братом близанцем се сели у САД. Тамо је похађала вишу школу у Secaucus (Њу Џерзи), а касније је студирала и економију на њуроршком универзитету. После тога уписује глуму на William Esper Studio. Своју прву улогу је остварила у филмској комедији Billy's Choice 2004. године. Након тога игра у неколико серија (Law & Order: Trial by Jury, Vanished) и ТВ филмова (N.Y.-70, The Prince). Своју највећу улогу је остварила као Ени Њутон у филму Невидљиви 2007. године. Исте те године играла је и у филму Noise, заједно са Тимом Робинсом и Бриџет Мојнахан.

## Филмографија
| Улоге Маргарите Левијеве |              |               |                     |          |
| Година                   | Српски назив | Изворни назив | Улога               | Напомена |
| 2004.                    |              |               | Џули Романо         |          |
| 2005.                    |              | (ТВ)          | Синди               |          |
| 2006.                    |              | (ТВ)          | Изабел              |          |
| 2007.                    | Невидљиви    |               | Ени Њутон           |          |
| 2007.                    |              |               | Екатерина Филиповна |          |

## Награде и признања
Године 2005. Њујорк магазин ју је сврстао међу 50 најлепших њујорчана.